# Takatori-Keramik

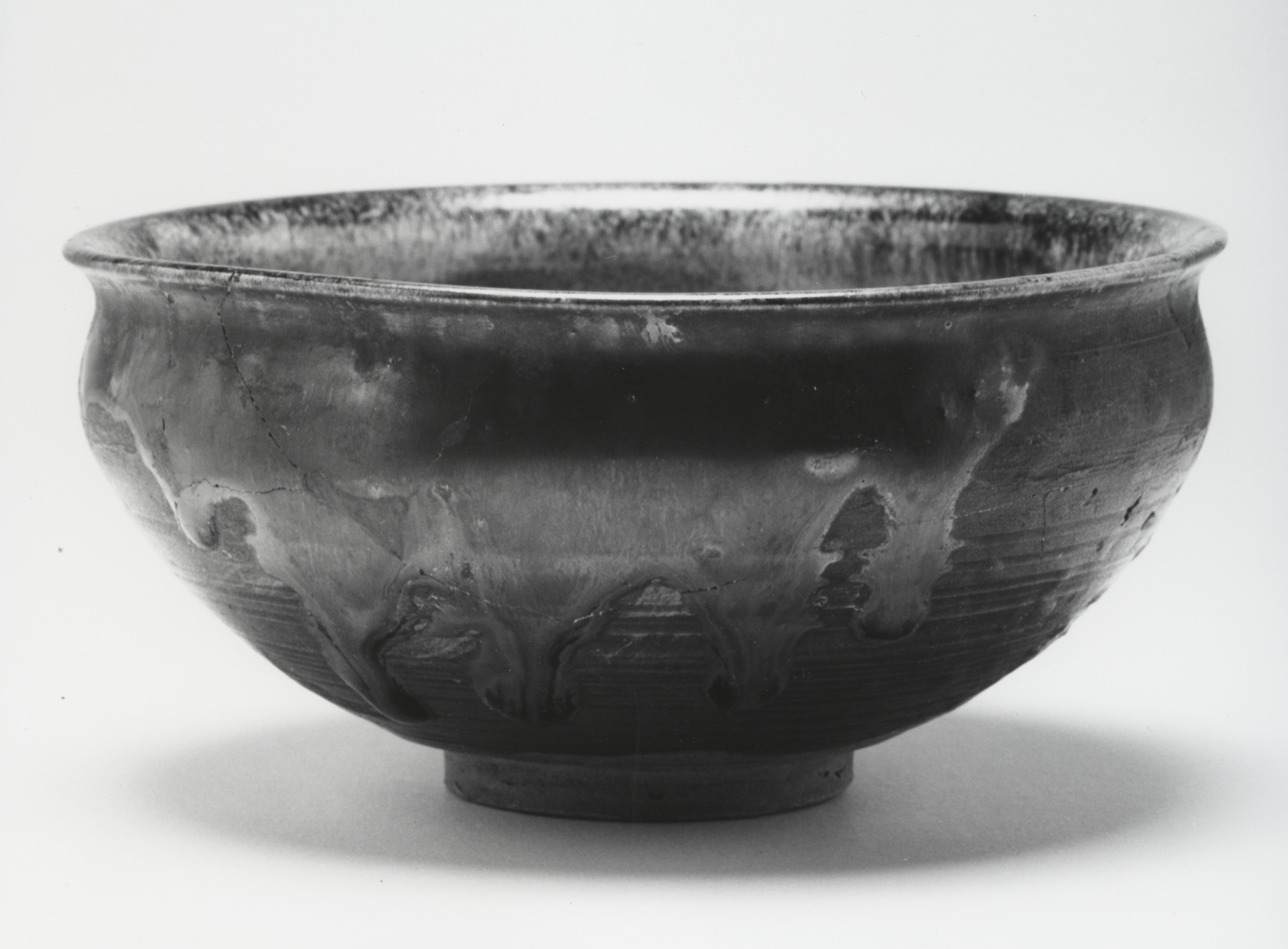
Takatori-Schale (ehemaliges Exponat der Weltausstellung Paris 1878, heute im Walters Art Museum, Baltimore)

Als Takatori-Keramik (jap. 高取焼, Takatori-yaki) bezeichnet man eine in der japanischen Präfektur Fukuoka hergestellte Keramik.
Die Wurzeln dieser Keramik reichen bis in die letzten Jahre des 16. Jahrhunderts zurück, als der japanische Feudalherr (Daimyō) Kuroda Yoshitaka und dessen Sohn Nagamasa während der unter Toyotomi Hideyoshi durchgeführten Invasion Koreas (siehe Imjin-Krieg) auf den koreanischen Keramiker Palsan (八山) aufmerksam wurden, ihn mitsamt seiner Familie in der Provinz Chikuzen am Fuße des Bergs Takatori (鷹取山) ansiedelten und ihm den japanischen Namen Takatori Hachizō (高取 八蔵) zuwiesen. Der Teemeister Kobori Enshū (1579–1647), der an den Teeschalen großen Gefallen fand, trug zur weiteren Entwicklung der Formen und Glasuren wie auch zur Verbreitung des Namens erheblich bei.
Im Zuge mehrfacher Verlegungen während des 17. und 18. Jahrhunderts kam es zu Aufspaltungen in eine Reihe von Werkstätten. Mit dem Zusammenbruch der Tokugawa-Herrschaft und der Abschaffung der feudalen Domänen (1871) verloren die Keramiker die Protektion des Hauses Kuroda, weshalb viele ihren Beruf aufgaben. Im 20. Jahrhundert griffen andere Werkstätten die Herstellung im Takatori-Stil auf. Während der 1950er Jahre trugen auch Nachfahren der Takatori-Familie zur Wiederbelebung der Tradition bei.
Am bekanntesten sind heute die in Fukuoka (Miraku-Werkstatt) und  Tsuzumi Koishiwara (Sōke-Werkstatt) hergestellten Takatori-Keramiken.